# Williams FW11
O FW11/FW11B é o modelo da Williams nas temporadas de 1986 e 1987 de F-1. Condutores: Nigel Mansell, Nelson Piquet e Riccardo Patrese. Na temporada de 1986 com o FW11, a equipe conquistou o Mundial de Construtores e em 1987 com o FW11B, conquistou o Mundial de Pilotos (Piquet) e de Construtores.
Em 1986, o FW11 estava equipado com um Honda Turbo de 1500cc que desenvolvia 1400cv a 12000rpm (motor de qualificação) - provavelmente o mais potente da era turbo que se extinguiria no final de 1988. O consumo seria de 195L por corrida de 300 km.
A aceleração em linha recta plana era derivável nos seguintes intervalos:
0–100 km/h (0-62 mph) em 1,9 segundos
0–200 km/h (0-124 mph) em 4,3 segundos
0–300 km/h (0-186 mph) em 9,4 segundos
Como a caixa de velocidades era manual, estes desempenhos dependiam de mudanças optimizadas.

## Resultados[1][2]
(legenda) (em negrito indica pole position e itálico volta mais rápida)
|      |       |                       |   |   |                  |     |     |     |     |     |     |     |     |     |     |     |     |     |     |      |     |      |    |  |  |  |
|      |       |                       |   |   |                  | BRA | ESP | SMR | MON | BEL | CAN | USE | FRA | GBR | GER | HUN | AUT | ITA | POR | MEX  | AUS |      |    |  |  |  |
| 1986 | FW11  | Honda RA166E V6 Turbo | G | 5 | Nigel Mansell    | Ret | 2   | Ret | 4   | 1   | 1   | 5   | 1   | 1   | 3   | 3   | Ret | 2   | 1   | 5    | Ret | 141* | 1º |  |  |  |
| 1986 | FW11  | Honda RA166E V6 Turbo | G | 6 | Nelson Piquet    | 1   | Ret | 2   | 7   | Ret | 3   | Ret | 3   | 2   | 1   | 1   | Ret | 1   | 3   | 4    | 2   | 141* | 1º |  |  |  |
|      |       |                       |   |   |                  |     |     |     |     |     |     |     |     |     |     |     |     |     |     |      |     |      |    |  |  |  |
|      |       |                       |   |   |                  | BRA | SMR | BEL | MON | USE | FRA | GBR | GER | HUN | AUT | ITA | POR | ESP | MEX | JAP  | AUS |      |    |  |  |  |
| 1987 | FW11B | Honda RA167E V6 Turbo | G | 5 | Nigel Mansell    | 6   | 1   | Ret | Ret | 5   | 1   | 1   | Ret | 14† | 1   | 3   | Ret | 1   | 1   | DNS  |     | 137* | 1º |  |  |  |
| 1987 | FW11B | Honda RA167E V6 Turbo | G | 5 | Riccardo Patrese |     |     |     |     |     |     |     |     |     |     |     |     |     |     |      | 9†  | 137* | 1º |  |  |  |
| 1987 | FW11B | Honda RA167E V6 Turbo | G | 6 | Nelson Piquet*   | 2   | DNS | Ret | 2   | 2   | 2   | 2   | 1   | 1   | 2   | 1   | 3   | 4   | 2   | 15*† | Ret | 137* | 1º |  |  |  |

* Campeão da temporada.
† Completou mais de 90% da distância da corrida.